# Eriogonum lancifolium
Eriogonum lancifolium är en slideväxtart som beskrevs av Reveal & Brotherson. Eriogonum lancifolium ingår i släktet Eriogonum och familjen slideväxter. Inga underarter finns listade i Catalogue of Life.